# Boubekeur Rebahi
Boubekeur Rebahi (ar. بوبكر رباحي; ur. 6 grudnia 1999) – algierski judoka.
Startował w Pucharze Świata w 2022. Brązowy medalista igrzysk afrykańskich w 2019. Uczestnik turniejów międzynarodowych.